# Residenze ufficiali del presidente della Repubblica Italiana
Le residenze ufficiali del presidente della Repubblica Italiana, ovvero i palazzi messi a sua disposizione per l'esercizio della sua carica, sono tre: il Palazzo del Quirinale, la tenuta presidenziale di Castelporziano e villa Rosebery.

## Uso
Sebbene formalmente la residenza ufficiale del Presidente della Repubblica Italiana sia il Palazzo del Quirinale, non tutti i presidenti scelsero di abitarvi, usandolo più che altro come ufficio. Giovanni Gronchi fu il primo presidente che, nel 1955, non si trasferì stabilmente con la famiglia nel Quirinale, come anche Sandro Pertini nel 1978. La tradizione di abitare al Quirinale è stata ripresa dal Presidente Scalfaro a metà del suo mandato ed è poi proseguita con i suoi successori.
Anche l'uso delle altre due residenze dipende molto da ciascun presidente. Quella di Napoli, sebbene la si possa indicare come la residenza estiva, è usata di più come punto d'appoggio per le visite del presidente in città.
Il Presidente Luigi Einaudi usò parte di Palazzo Farnese a Caprarola, durante le estati del suo settennato, come residenza estiva. L'usanza non fu poi più proseguita dai suoi successori, anche per il rientro di villa Rosebery a disposizione del capo dello Stato italiano.
La tenuta di san Rossore, presso Pisa, fu in passato proprietà diretta del Presidente della Repubblica (già del Re d'Italia) e oggi, in seguito alla convenzione effettuata tra il Presidente Oscar Luigi Scalfaro e la Regione Toscana, successivamente approvata dal Parlamento italiano con la legge n. 87 dell'8 aprile 1999, fa parte del patrimonio della Regione Toscana.
Durante la supplenza presidenziale del 1964 Cesare Merzagora rilevò che l’acquisizione di San Rossore invece di un vantaggio si era rivelata “un lusso, peraltro assai poco utilizzato”.

## Palazzo del Quirinale

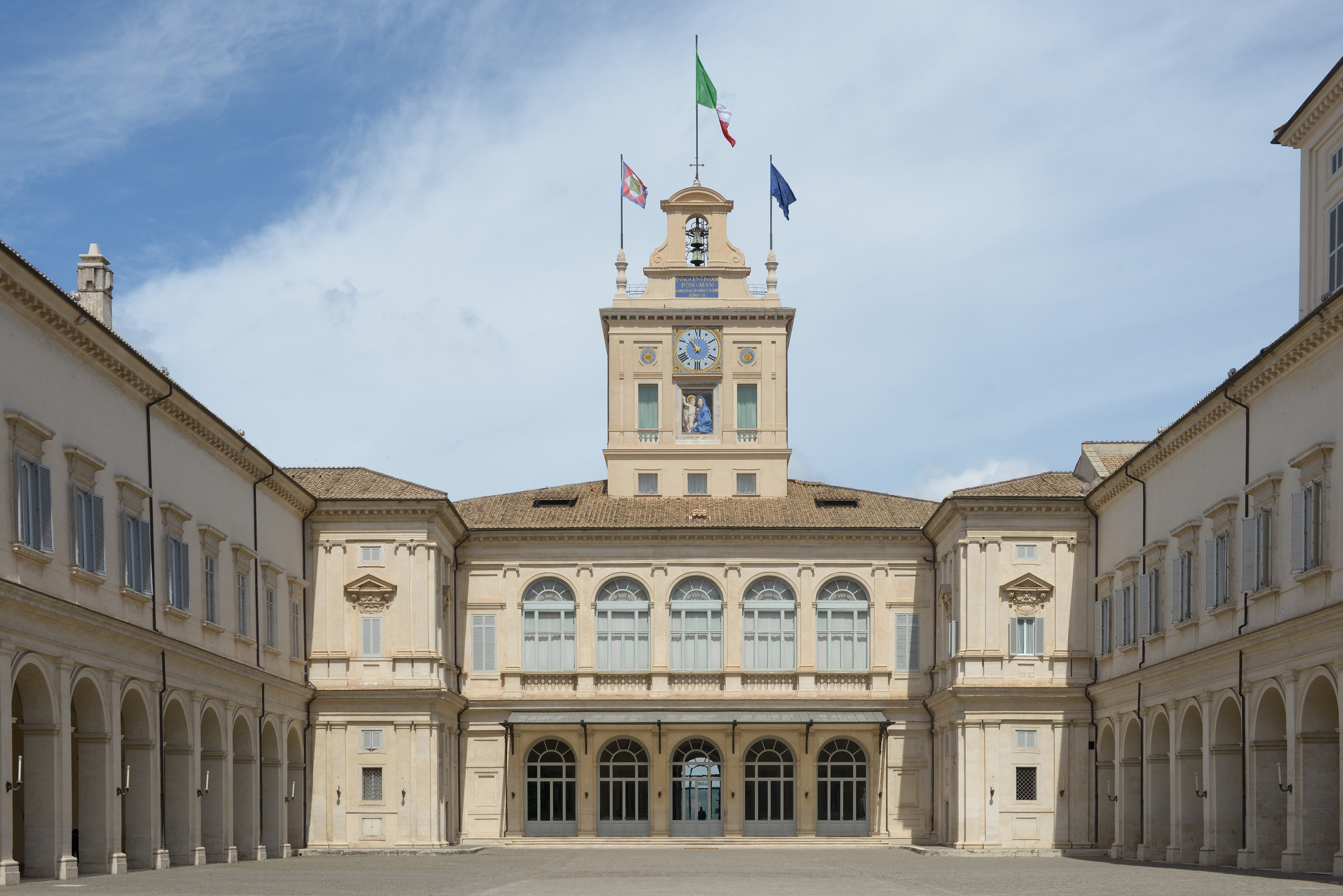
Palazzo del Quirinale

Il palazzo sorge sull'omonimo colle di Roma e si affaccia sull'omonima piazza. Costruito a partire dal 1583, è uno dei più importanti palazzi della capitale sia dal punto di vista artistico sia dal punto di vista politico: alla sua costruzione e decorazione lavorarono insigni maestri dell'arte italiana come Pietro da Cortona, Domenico Fontana, Alessandro Specchi, Ferdinando Fuga, Carlo Maderno, Giovanni Paolo Pannini e Guido Reni. Attualmente, ospita anche un ampio frammento d'affresco di Melozzo da Forlì.
Sino al 1870 fu la residenza estiva del romano pontefice, per poi diventare palazzo reale dei Savoia. Con la proclamazione della Repubblica, avvenuta dopo il referendum istituzionale del 2 giugno 1946, l'edificio divenne definitivamente la sede del capo dello Stato repubblicano. 
Il Palazzo del Quirinale si estende su una superficie di 110500 m² ed è il sesto palazzo più grande al mondo in termini di superficie, nonché la più estesa residenza di un capo di Stato dopo il nuovo Ak Saray di Ankara.
La scelta del palazzo come sede ufficiale e principale del presidente della Repubblica fu naturale, dal momento che per secoli fu ed è tuttora uno dei luoghi e dei simboli della gestione politica in Italia.

## Tenuta presidenziale di Castelporziano

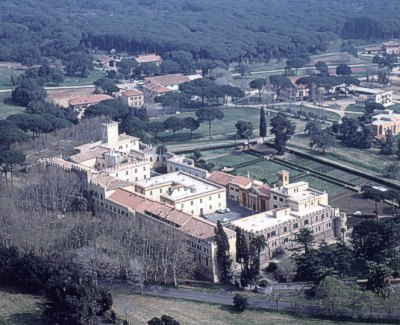
Tenuta presidenziale di Castelporziano

Situata all'interno del Municipio X del comune di Roma, dista 24 chilometri dal centro della capitale e occupa un'area di 5 892 ettari. Fra le tre residenze è sicuramente la meno usata.

## Villa Rosebery

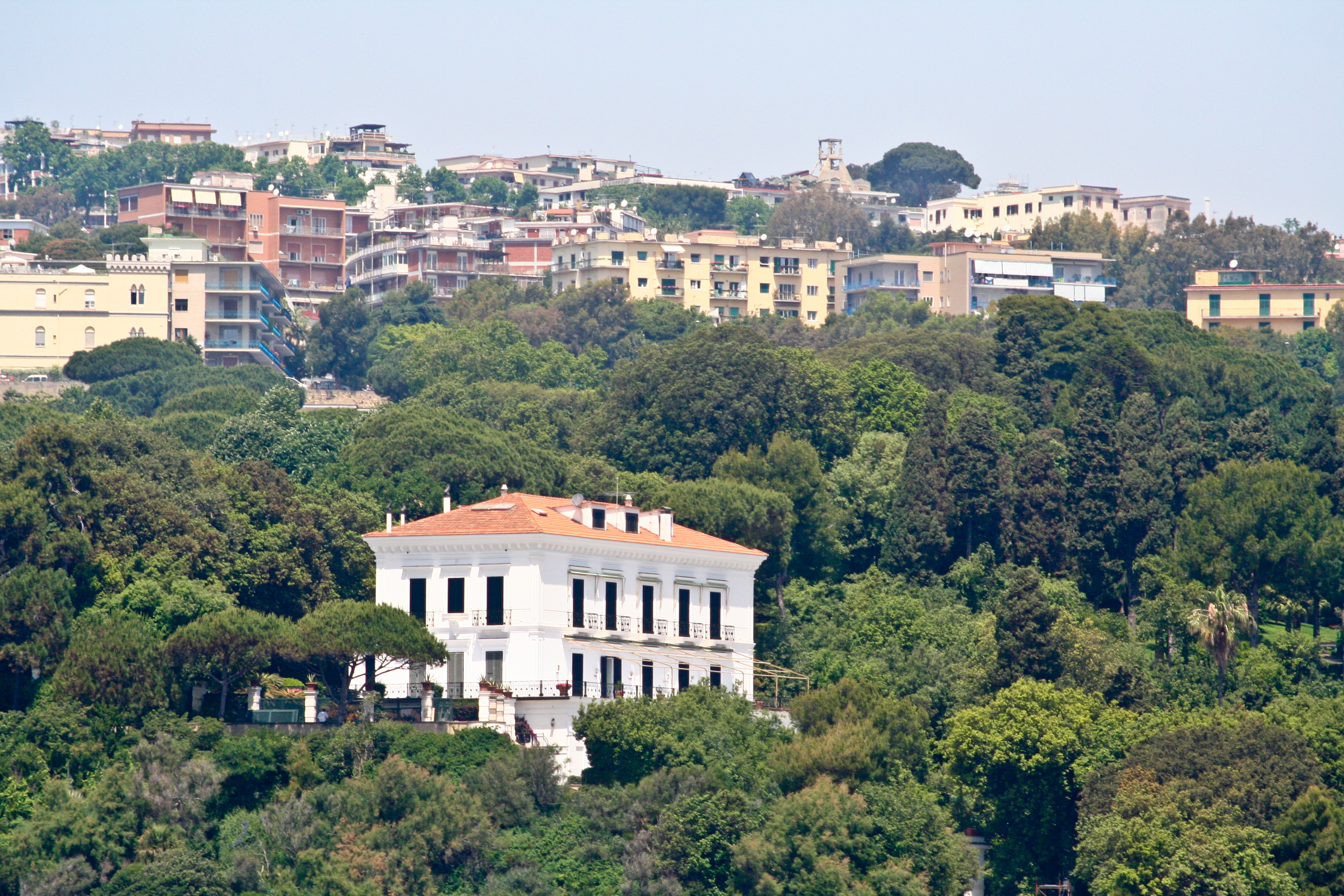
Villa Rosebery

Villa Rosebery è un complesso monumentale, uno dei principali punti di riferimento del neoclassicismo a Napoli. La villa è stata costruita come residenza reale; si trova nel quartiere Posillipo. Oggi è  visitabile solo in alcuni periodi dell'anno.
Villa Rosebery divenne dapprima sede di rappresentanza per gli ambasciatori inglesi in Italia, poi dal 1932 divenne residenza estiva della famiglia reale; quindi dal giugno 1944, durante la luogotenenza del figlio Umberto, Vittorio Emanuele III e la regina Elena vi si trasferirono. La coppia reale visse nella residenza partenopea finché Vittorio Emanuele III non firmò l'atto di abdicazione a favore del figlio Umberto il 9 maggio 1946 prima di partire per l'esilio. Fu concessa nell'immediato dopoguerra all'Accademia Aeronautica, per poi entrare, a partire dal 1957, nel novero delle residenze in dotazione al presidente della Repubblica Italiana.